# Destiny (松桥未树单曲)
《destiny》为松桥未树的第二张单曲。

## 概要
- 自己首次为名侦探柯南演唱歌曲。
- 此曲翻唱了RAMJET PULLEY的同名曲。

## 收录歌曲
1. destiny
  - 作詞：麻越さとみ／作曲：間島和伸／編曲：清水俊也
  - 读卖电视台•日本电视台动画《名侦探柯南》片头曲
2. go out of one's way
  - 作詞：松橋未樹／作曲：金子奈未／編曲：清水俊也
3. destiny（A Rainbow In Curved Air Mix）
4. destiny（Instrumental）

## 收录专辑
- Destiny
- THE BEST OF DETECTIVE CONAN 2 〜名探偵コナン テーマ曲集2〜
- GIZA studio presents -Girls-

| 动画《名侦探柯南》片头曲 2001年4月23日 - 2001年11月19日 |                      |                                 |
| 前作: 愛内里菜 《恋爱是惊险、冲击、悬疑》               | 松桥未树 《destiny》 | 次作: 倉木麻衣 《Winter Bells》 |